# Campo Grande (Mato Grosso do Sul)
Campo Grande è una città del Brasile, capitale dello stato del Mato Grosso do Sul, parte della mesoregione della Centro-Norte de Mato Grosso do Sul e della microregione di Campo Grande.

## Infrastrutture e trasporti
La città è servita dall'Aeroporto Internazionale di Campo Grande, situato a 7 km dal centro.

## Amministrazione

### Gemellaggi
- Torino, dal 2002[2]